# Hatsue Nagakubo
Hatsue Nagakubo (gebürtig Takamizawa, jap. 長久保 初枝 Nagakubo Hatsue;  * 27. Juli 1935 in Nagano) ist eine ehemalige japanische Eisschnellläuferin.
Nagakubo wurde fünfmal japanische Meisterin im Mehrkampf (1955–1957, 1959, 1963) und nahm von 1958 bis 1964 an internationalen Wettbewerben teil. Dabei kam sie bei der Mehrkampfweltmeisterschaft 1958 in Kristinehamn auf den achten Platz im Mini-Mehrkampf. In den folgenden Jahren belegte sie bei den Olympischen Winterspielen 1960 in Squaw Valley den 19. Platz über 1500 m, jeweils den fünften Rang über 500 m und 1000 m sowie den vierten Platz über 3000 m, bei der Mehrkampfweltmeisterschaft 1961 in Tønsberg den 12. Platz und bei der Mehrkampfweltmeisterschaft 1963 in Karuizawa den neunten Platz im Mini-Mehrkampf. In der Saison 1963/64 lief sie bei der Mehrkampfweltmeisterschaft 1964 in Kristinehamn auf den 25. Platz im Mini-Mehrkampf und bei den Olympischen Winterspielen 1964 in Innsbruck auf den 12. Platz über 500 m, auf den zehnten Rang über 1500 m sowie auf den sechsten Platz über 3000 m. Ihr Ehemann Fumio Nagakubo war ebenfalls als Eisschnellläufer aktiv.

## Persönliche Bestzeiten
| Disziplin | Zeit        | Datum            | Ort          |
| --------- | ----------- | ---------------- | ------------ |
| 500 m     | 46,4 s      | 4. März 1964     | Karuizawa    |
| 1000 m    | 1:35,8 min  | 22. Februar 1960 | Squaw Valley |
| 1500 m    | 2:30,9 min  | 31. Januar 1964  | Innsbruck    |
| 3000 m    | 5:21,4 min  | 24. Februar 1960 | Squaw Valley |
| 5000 m    | 10:27,4 min | 17. Januar 1955  | Nikkō        |